# Jaroslav Brožek
Jaroslav Brožek (Kněževes, 6 febbraio 1923 – 22 gennaio 2019) è stato un pittore e insegnante ceco, studioso della "teoria del colore" e teorico dell'insegnamento dell'arte e delle sue metodologie. È stato autore di numerose pubblicazioni sul colore e sugli effetti che questo ha sulla percezione umana; e, insieme ad altri autori, ha preparato libri di testo per le scuole elementari e per le scuole d'arte in Repubblica Ceca.

## Vita
Jaroslav Brožek frequentò il ginnasio a Jevíčko e Boskovice. Impressionato dal suo maestro Bohdan Lacina, decise di dedicare la sua vita all'arte e all'educazione. A Praga studiò arte orientata all'educazione presso la Facoltà di Scienze della Formazione dell'Università Carolina di Praga; seguendo i seminari degli artisti Cyril Bouda, Martin Salcman e Karel Lidický. Dopo la laurea, conseguita nel 1949, fu mandato ad insegnare a Teplice, nella Boemia settentrionale.

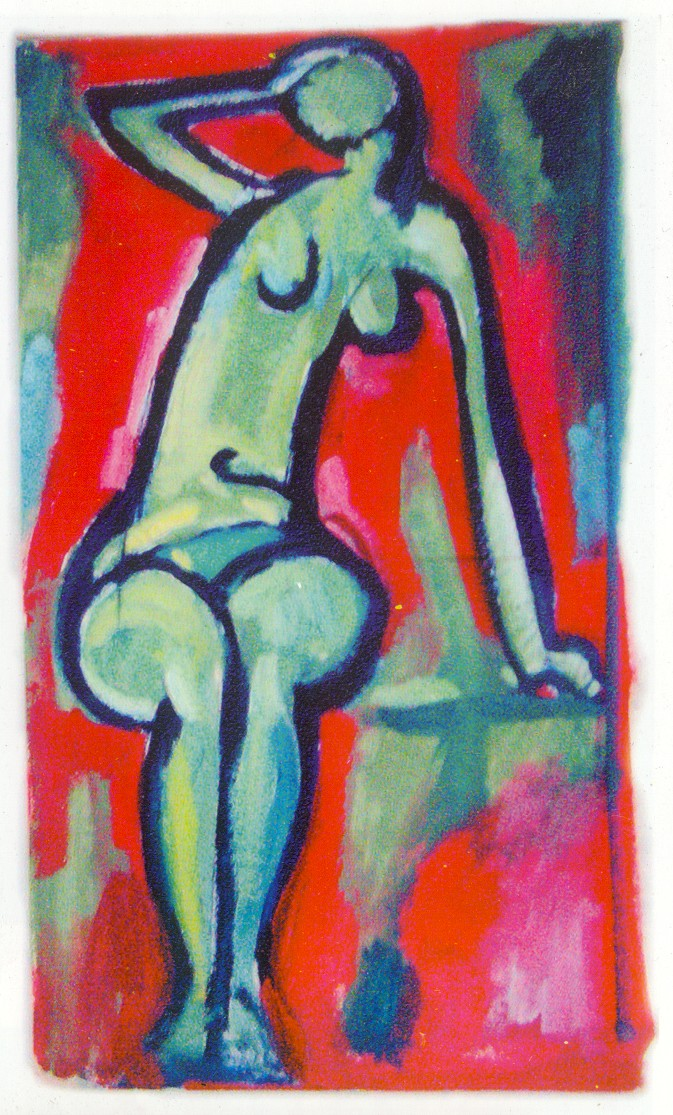
"Sitting Act", 1963, tempera, 64x36 cm;

Nel 1959 Brožek fu invitato a istituire (insieme ad altri colleghi) un modulo educativo incentrato sull'educazione artistica presso l'Istituto di Educazione di Ústí nad Labem (la futura Facoltà di Scienze dell'Educazione dell'Università Jan Evangelista Purkyně di Ústí nad Labem). Oltre a insegnare, condusse ricerche sulla teoria del colore e tenne lezioni su questo argomento in diverse conferenze internazionali, ad esempio a Lucerna, Dresda e Stoccolma. Successivamente fu insignito della laurea come "Candidato di Scienze" per il suo lavoro in questo campo e in collaborazione con altri autori pubblicò diversi libri di testo riguardanti il mondo dell'arte. Nello stesso periodo realizzò una collezione di tempere e acquerelli intitolata "Holky" (Ragazze), paesaggi dipinti e ambienti urbani della Boemia settentrionale; e iniziò a lavorare su una vasta serie di dipinti ad olio astratti intitolati "La Ricerca Sistematica del Quadrato Colorato", utilizzando le conoscenze acquisite studiando la teoria del colore.
Nel 1970, avendo espresso disaccordo riguardo all'invasione della Cecoslovacchia da parte del Patto di Varsavia, Brožek fu costretto a ritirarsi dalla Facoltà di Scienze della Formazione dell'Università Jan Evangelista Purkyně di Ústí nad Labem. In seguito lavorò come insegnante alle scuole elementari ma nel 1974 fu bandito da tutte le attività didattiche. Per questo motivo, cominciò a creare cartelloni e insegne per l'azienda statale Repro a Trmice vicino a Ústí nad Labem. Da questo periodo ha origine la serie di dipinti di luoghi appartati a Trmice e alcuni dipinti della serie "La ricerca sistematica del quadrato colorato". Nello stesso periodo egli guidò ufficiosamente gruppi di artisti dilettanti, prima a Ústí, poi il gruppo Kontakt a Litvínov. Iniziò inoltre a lavorare su pubblicazioni che trattano l'uso del colore nell'opera d'arte.

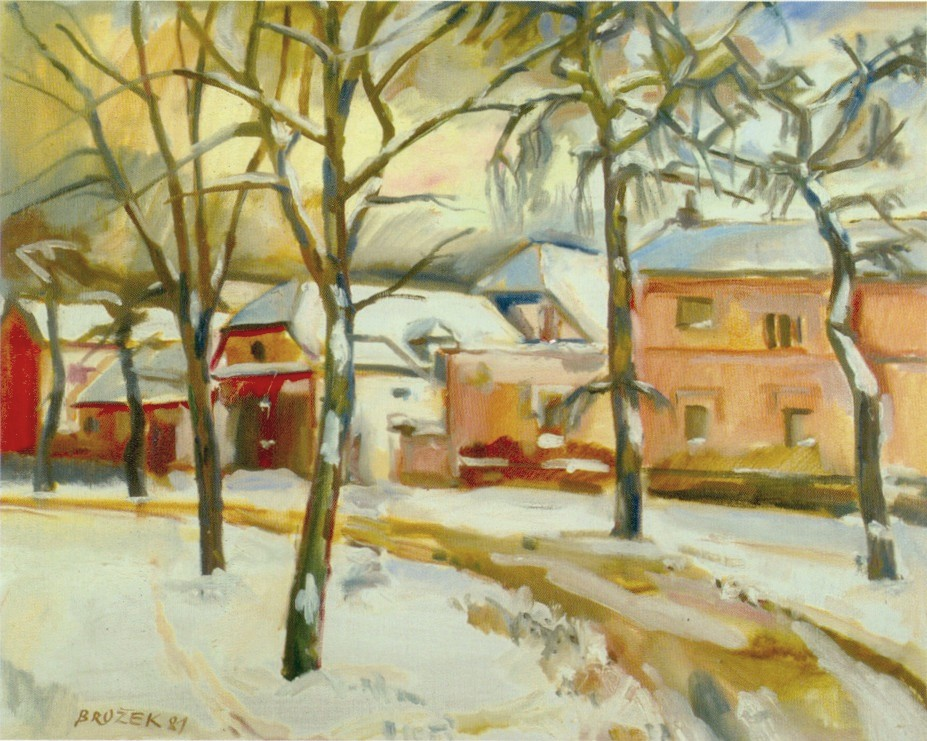
"Trmice, un'ex fattoria d'inverno", 1981, olio, 50x65 cm

Alcune di esse, Brožek riuscì a pubblicarle sotto il nome della moglie ("Le avventure del colore", "Colore e pittura"), o sotto quello del suo collega Josef Hron ("Come dipingere un paesaggio"). Queste pubblicazioni sono diventate fondamentali non solo per le scuole che insegnano arte, ma sono utilizzate anche da artisti dilettanti e professionisti.
Nel 1990, dopo la Rivoluzione di velluto, Jaroslav Brožek fu riabilitato e tornò a insegnare all'Università Jan Evangelista Purkyně di Ústí nad Labem. Conseguì la laurea PaedDr. (ex laurea ceca conferita ai "dottori in scienze dell'educazione") presso l'Università Masaryk di Brno. Divenne professore associato presso l'Università Jan Evangelista Purkyně di Ústí nad Labem e nel 1992 fu nominato professore ordinario. Inoltre organizzò per l'università un programma di dottorato in Teoria dell'educazione artistica. Nel 2005 è andato in pensione per motivi di salute, continuando però a seguire i dottorandi. Oltre alla teoria del colore, Brožek dedicò il suo tempo anche a monumenti e artisti storici regionali, scrivendo molti articoli di giornale e una monografia: Výtvarné Ústí, Kronika výtvarného života v Ústí nad Labem ve 20. století 1918-1998 .

## Mostre Principali
- 1998 Galerie Emila Filly, Ústí nad Labem
- 2006 Regionální muzeum a galerie, Teplice
- 2008 Galerie Špejchar, Chomutov
- 2009 Muzeum Boskovicka, Boskovice
- 2011 Muzeum města Ústí nad Labem, Ústí nad Labem

## Pubblicazioni
Vedi l'elenco delle pubblicazioni nella versione ceca di questo articolo.